# 1864 en mathématiques
Cet article présente les faits marquants de l'année 1864 en mathématiques.

## Naissances
- 11 janvier : Henry Marshall Tory (mort en 1947), mathématicien canadien.
- 17 mars : Alwin Korselt (mort en 1947), mathématicien allemand.
- 13 mai : François Nau (mort en 1931), mathématicien, prêtre catholique et spécialiste de langues orientales français.
- 22 juin : Hermann Minkowski (mort en 1909), mathématicien et physicien théoricien allemand.
- 7 octobre : Edgardo Ciani (mort en 1942), mathématicien italien.
- 1er novembre : Ludwig Schlesinger (mort en 1933), mathématicien allemand.
- 9 décembre : Edgar William Middlemast (mort après 1915), mathématicien britannique.
- 31 décembre : Luigi Poletti (mort en 1967), mathématicien italien.

## Décès

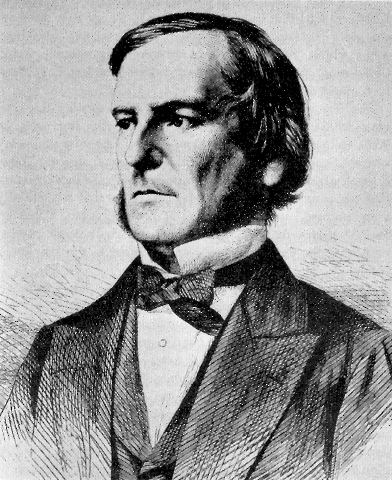
George Boole

- 6 janvier : Ernesto Capocci di Belmonte (né en 1798), mathématicien, astronome et politicien italien.
- 7 janvier : Thomas Turton (né en 1780), mathématicien britannique.
- 15 janvier : Christian Ludwig Gerling (né en 1788), mathématicien, astronome et physicien allemand.
- 20 janvier : Giovanni Antonio Amedeo Plana (né en 1781), astronome et mathématicien italien.
- 25 mars : Franz Woepcke (né en 1826), mathématicien et historien des mathématiques allemand.
- 29 avril : Charles Julien Brianchon (né en 1783), mathématicien et artilleur français.
- 8 décembre : George Boole (né en 1815), logicien, mathématicien et philosophe britannique.